# Александра Сікора
Александра Францишка Сікора (пол. Aleksandra Franciszka Sikora; нар. 7 лютого 1991, Кендзежин-Козьле, Польща) — польська футболістка, захисниця та півзахисниця клубу АП ЛОТОС (Гданськ) та національної збірної Польщі.

## Клубна кар'єра
Народилася в місті Кендзежин-Козьле, звідки виїхала у віці 9 років.
Александра Сікора розпочала свою кар'єру в клубі «Промінь» (Мости), який базується поблизу Голенюва у віці 6 років, де грав у жіночій команді, яка входила до Інне Ліге Кобіт, третього дивізіону чемпіонату Польщі, до кінця завершення середньої школи.
Переїхала в Конін для продовження навчання в 2007 році, під час навчання уклала договір з «Медиком» (Конін), де спочатку виступала за резервну команду («Медик II» Конін), який виступав у Першій лізі (другий дивізіон) на позиції нападника. Вже в сезоні 2007/08 років вона виділилася тим, що стала найкращою бомбардиркою північної групи з 14-ма голами, а з наступного сезону вона приєдналася до першої команди з тренером Романом Ящаком, який, незважаючи на те, що продемонстрував свої вміння як бомбардир, змінила свою позицію, перемістивши її в центр поля. У своєму першому сезоні в Екстраклясі допомогла команді посісти 3-тє місце в турнірній таблиці, а в наступних двох сезонах «Медик» здійснила ще один крок вперед, підриваючи лідерство «Унії» (Ратибор), закінчуючи чемпіонат на 2-му місці.
Згодом Ніна Паталон, колишня помічниця Ящака, яка з літа 2011 по 2013 рік займала посаду на лаві запасних «Медика» (Конін), вирішує змінити свою роль і далі, вирішила відмовитися від використання Александри в захисті та використовувати її, переважно, на правому фланзі, як крайній або атакувальний вінґер. Протягом двох вище вказаних сезонів юна Єва Пайор почала відігравати дедалі важливішу роль, завдяки чому команда займає 2-е місце в лізі, поступившись «Унії» (Ратибор). Медик також вийшов до фіналу Кубку Польщі 2011/12, в якому конинці поступилися з рахунком 1:3.
Але саме з поверненням Ящака Сікора та її супутники стають все більш помітними в ЗМІ. У сезоні 2013/14 років «Медик» почав набирати успіхів, виграв золотий дубль (чемпіонат та кубок) і, таким чином, вперше отримав путівку до жіночої Ліги чемпіонів. У вище вказаному турнірі Александра дебютувала 9 серпня 2014 року в першому з трьох матчів кваліфікаційного раунду сезону 2014/15 років, а два дні по тому відзначилася голом (встановила рахунок 4:0) у переможному (7:0) поєдинку проти фінського клубу «Аланд Юнайтед». Завдяки цьому конинський клуб з 21-м забитим і й одним пропущеним м'ячем виграли групу 7 та вийшов у плей-оф. В першому матчі 1/8 фіналу на Стадіоні ім. Золотої одинадцятки Казимира Гурського, завдяки голам Пайор та Сікори, польки обіграли шотландський «Глазго Сіті», але шотландський клуб перемігши вдома з рахунком 3:0 та вийшов до наступного раунду. У наступних сезонах команда виграла ще три «золоті дублі» з такою ж кількістю виходів до жіночої Ліги чемпіонів. Команді вдалося вийти до 1/8 фіналу наступного розіграшу, де «Медик» зустрівся з чемпіоном Франції «Олімпіком Ліон», якому й поступилася. У 1/8 фіналу Лізі чемпіонів 2016/17 років в поєдинку проти «Брешії» відзначилася голом як у першому матчі, так і в другому матчі.
Влітку 2017 року скористалася можливістю зіграти свій перший чемпіонат за кордоном, отримала спочатку запрошення від «Фіорентини», але зрештою прийнялп пропозицію «Брешії», з якою виступалася в Лізі чемпіонів, одягнула майку «левиці» на наступний сезон, де зустрілася зі своєю співвітчизницею Катажиною Далещик, яка уклала контракт з італійською компанією тижнем раніше.
Під керівництвом Джанп'єро Піовані він дебютував у новому футболці 23 вересня 2017 року, обігравши в матчі за Суперкубок італійського чемпіона «Фіорентину», в якому на 70-й хвилині замінила Нору Херум. А тиждень по тому у 1-му турі Серії А дебютувала в «сухій» виїзній перемозі (6:0) над «Барі» на Пінк Спорт Тайм. Разом з одноклубницями до останнього боролася за чемпіонство, з новоствореним «Ювентусом». «Б’янконера» вирішила суперечку на власну користь лише після додаткового матчу плей-оф, необхідному для команд, які набрали однакову кількість очок (60) та зіграних матчах (20 перемог і 2 поразки) наприкінці регулярного сезону. На нейтральному полі в Новари доля золотих медалей вирішилася в серії післяматчевих пенальті, після того як основний та додатковий час завершилися безгольовою нічиєю. Свій перший італійський сезон завершила з 20-ма зіграними матчами, включаючи плей-оф, у чемпіонаті та 4-ма забитими м'ячами. Дебютний гол — відкрила рахунок у переможному (6:2) виїзному матчі 14 туру проти «Таваньякко». Також поврнулася до виступів у жіночій Лізі чемпіонів УЄФА, вийшла на поле 11 жовтня 2017 року в переможному (2:0) матчі проти «Аяксу», завдяки чому італійський клуб гарантував собі вихід до 1/8 фіналу.
Наступного літа, після того, як клуб «Брешія» продала своє місце новоствореному «Мілану» на сезон 2018/19 років та вирішує перейти до нового чемпіона Італії, «Ювентуса». Залишилася в Турині протягом наступних двох років, протягом яких двічі вигравала  Серію A, а також Кубок Італії та Суперкубок у 2019 році, але не змогла закріпитися в тактичнах схемах тренера Рити Гуаріно: у першому сезоні з «Ювентусом» грала регулярно, в той же час у наступному сезоні стала дублеркою, лише зрідка виходила в основі.
До лютого 2021 року захищала кольори норвезького клубу Klepp IL, де виступатиме під прізвищем чоловіка. З лютого 2021 року виступає за клуб АП ЛОТОС (Гданськ), у футболці якого дебютувала 7 березня 2021 року.
Працює футбольним тренером у школі міста Конін, володіє тренерською ліцензією УЄФА категорії B.

## Кар'єра в збірній
Виступала за молодіжну жіночу збірну Польщі. У футболці національної збірної Польщі дебютувала 23 листопада 2011 року в поєдинку проти Македонії.

## Статистика виступів

### Клубна
Станом на 16 вересня 2019.
| Сезон                | Команда              | Чемпіонат            | Чемпіонат | Чемпіонат | Нацю кубок | Нацю кубок | Нацю кубок | Конт. кубок | Конт. кубок | Конт. кубок | Інші кубки | Інші кубки | Інші кубки | Загалом | Загалом |
| Сезон                | Команда              | Змаг.                | Матчі     | Голи      | Змаг.      | Матчі      | Голи       | Змаг.       | Матчі       | Голи        | Змаг.      | Матчі      | Голи       | Матчі   | Голи    |
| -------------------- | -------------------- | -------------------- | --------- | --------- | ---------- | ---------- | ---------- | ----------- | ----------- | ----------- | ---------- | ---------- | ---------- | ------- | ------- |
| 2017-2018            | «Брешія»             | A                    | 19+1      | 4         | КІ         | 5          | 0          | ЖЛЧУ        | 2           | 0           | СІ         | 1          | 0          | 28      | 4       |
| 2018-2019            | «Ювентус»            | A                    | 20        | 0         | КІ         | 6          | 0          | ЖЛЧУ        | 2           | 0           | СІ         | 1          | 0          | 29      | 0       |
| 2019-2020            | «Ювентус»            | A                    | 6         | 0         | КІ         | 2          | 0          | ЖЛЧУ        | 1           | 0           | СІ         | 0          | 0          | 9       | 0       |
| Загалом за «Ювентус» | Загалом за «Ювентус» | Загалом за «Ювентус» | 26        | 4         |            | 8          | 0          |             | 3           | 0           |            | 1          | 0          | 38      | 4       |
| 2020                 | «Клепп»              | T                    | 12        | 0         | КН         | -          | -          |             | -           | -           |            | -          | -          | 12      | 0       |
| Усього за кар'єру    | Усього за кар'єру    | Усього за кар'єру    | 58+       | 4+        |            | 13+        | 0+         |             | 5           | 0           |            | 2          | 0          | 78+     | 4+      |

## Досягнення

### Клубні
«Медик» (Конін)
- Екстракляса
  -  Чемпіон (6): 2013/14, 2014/15, 2015/16, 2016/17
  -  Срібний призер (3): 2010/11, 2011/12, 2012/13

- Кубок Польщі
  -  Володар (5): 2012/13, 2013/14, 2014/15, 2015/16, 2016/17
  -  Фіналіст (1): 2011/12

«Брешія»
- Серія A
  -  Срібний призер (1): 2017/18

- Кубок Італії
  -  Фіналіст (1): 2017/18

- Суперкубок Італії
  -  Володар (1): 2017

«Ювентус»
- Серія A
  -  Чемпіон (2): 2018/19, 2019/20

- Кубок Італії
  -  Володар (1): 2018/19

- Суперкубок Італії
  -  Володар (1): 2019